# Bibeln... i begynnelsen
Bibeln... i begynnelsen är en italiensk-amerikansk episk film, regisserad av John Huston och producerad av Dino De Laurentiis. Filmen hade premiär den 28 september 1966 i New York och hade premiär den 13 oktober i Italien samma år. Filmen är baserad på det 22 första kapitlen i Första Moseboken. John Huston själv var ateist, men han medverkade även som Noa och rösten till Gud samtidigt som han regisserade den. Skådespelarna som medverkar i filmen är bland annat Michael Parks, Ulla Bergryd, George C. Scott, Richard Harris, Peter O'Toole, Pupella Maggio och Ava Gardner. Tanken var att det skulle komma fler filmer från Moseboken, men las ner på grund av att filmen inte blev någon kommersiell succé när den hade premiär.